# Labichea rupestris
Labichea rupestris är en ärtväxtart som beskrevs av George Bentham. Labichea rupestris ingår i släktet Labichea och familjen ärtväxter. IUCN kategoriserar arten globalt som livskraftig. Inga underarter finns listade i Catalogue of Life.